# Annone di Brianza
Annone di Brianza (Anón in dialetto brianzolo e semplicemente Annone fino al 1863) è un comune italiano di 2 275 abitanti della provincia di Lecco in Lombardia. È posto sul Lago di Annone prealpino, tra la strada statale 36 e Oggiono. Questo comune, assieme ad Oggiono e Galbiate, si trova agli inizi della zona prealpina montana del Lago di Como, nel ramo di Lecco, in Alta Brianza.

## Storia
Nel periodo preistorico, anche la zona del lago di Annone fu interessata dallo sviluppo della cultura di Polada.
Una delle più antiche attestazioni dell'abitato è un documento dell'880, nel quale il paese viene descritto come un borgo fortificato.
In età medievale, con la divisione del territorio in contadi, Annone fece parte dapprima del contado della Martesana e successivamente della pieve di Oggiono, con quest'ultima inserita nel feudo di Garlate. Signori locali furono per lungo tempo gli esponenti della famiglia Annoni.

### Simboli
Lo stemma comunale e il gonfalone sono stati concessi con decreto del presidente della Repubblica dell'8 luglio 1978.
Nella parte superiore dello scudo è ripreso il blasone della nobile famiglia Annoni, originaria del luogo; nella parte inferiore è rappresentato un paesaggio costituito dal lago di Annone con le montagne lecchesi sullo sfondo: il Cornizzolo, il Rai, i Corni di Canzo e Moregallo.
Il gonfalone è un drappo partito di azzurro e di rosso.

## Monumenti e luoghi d'interesse

### Architetture religiose

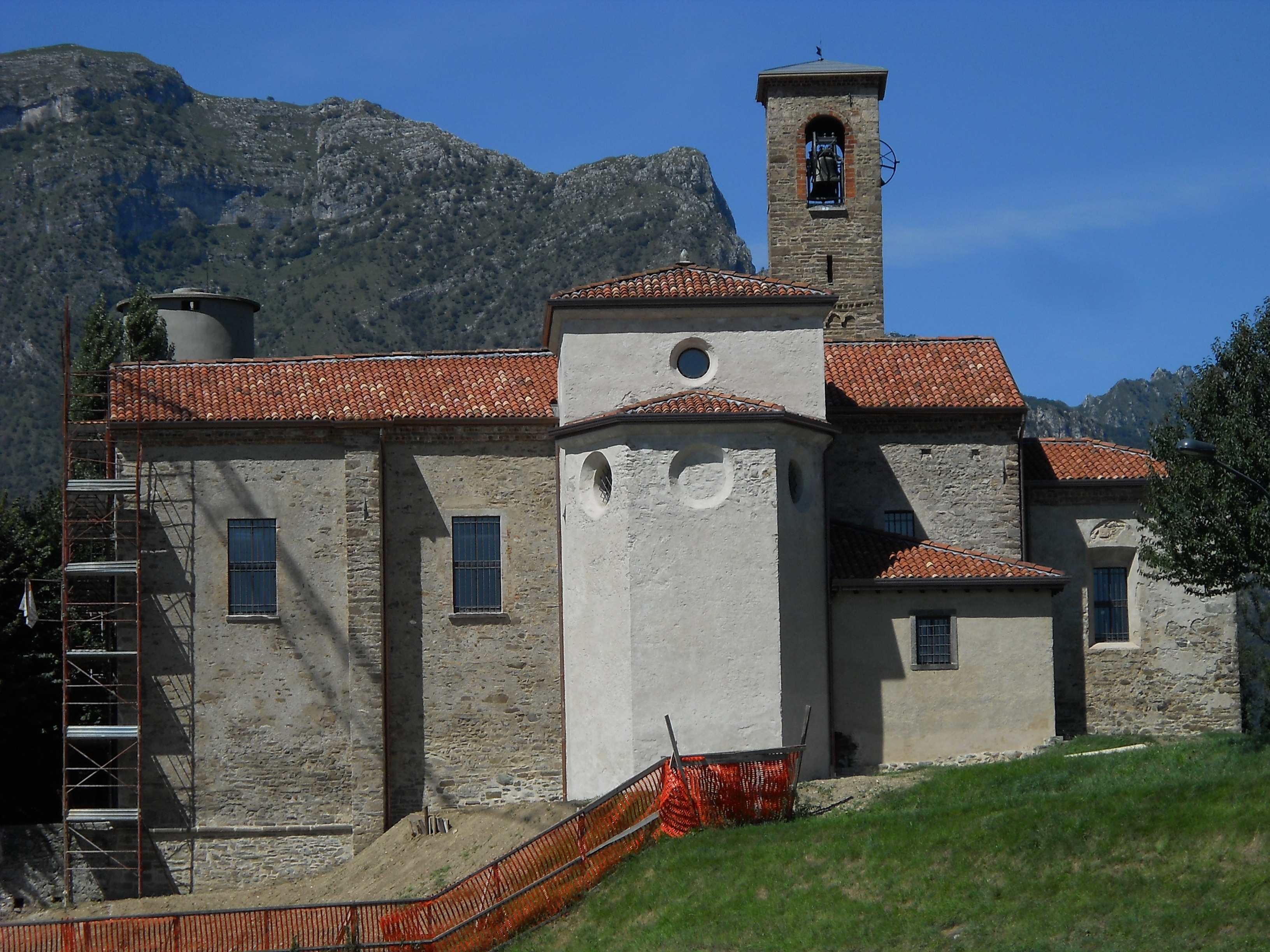
Chiesa di San Giorgio

Tra i monumenti va ricordato l'oratorio di San Giorgio, risalente al 1481, il quale incorpora parte di una precedente chiesa altomedievale che funse da parrocchiale fino all'erezione dell'attuale chiesa della Beata Vergine del Rosario, avvenuta nel 1839 secondo un progetto Giuseppe Bovara. Il campanile, dotato di bifore, è di origine medievale.
Internamente, l'oratorio si presenta come un edificio a navata singola, divisa in settori da tre archi ogivali datati 1481. Il presbiterio della chiesa ospita una serie di affreschi primocinquecenteschi, aventi come soggetto gli apostoli (intradosso dell'arco di trionfo), Dio tra gli evangelisti (sulla volta), e un Crocefisso con Maria, Giovanni e Maria Maddalena, fra i santi Giorgio e Ambrogio. Gli affreschi sono attribuiti al Maestro della Pala Sforzesca.
All'interno della casa parrocchiale si conservano un polittico cinquecentesco di scuola fiamminga sul tema della Passione e una tela coeva che rappresenta un incontro tra Gesù e sua Madre.

#### Altre architetture religiose
- Cappella della Crocifissione[12]

### Architetture civili
- Due ville Annoni[5] - una delle quali è Villa Annoni Cabella (XVII-XVIII secolo)[13]
- Villa Caillard[14]
- Villa Carena Bondioli[15]
- Villa Carenni (già presente agli inizi del XIX secolo),[16] caratterizzata da un particolare padiglione estivo[5]
- Villa Gatti[17]
- Ex asilo Polvara (1905-1906)[18]
- Cascina Poncia[19]
- Municipio e scuole elementari (entrambi della prima metà del XX secolo)[20][21]
- Lavatoio[22]

## Società

### Evoluzione demografica
Demografia preunitaria
- 600 nel 1751
- 698 nel 1771
- 793 nel 1805
- 1 524 dopo annessione di Bosisio nel 1809
- 1 174 nel 1853

Demografia postunitaria
Abitanti censiti

## Amministrazione
| Periodo        | Periodo   | Primo cittadino | Partito      | Carica  | Note                         |
| -------------- | --------- | --------------- | ------------ | ------- | ---------------------------- |
| 26 maggio 2019 | in carica | Patrizio Sidoti | lista civica | sindaco | 4º mandato (non consecutivo) |

### Gemellaggi
- Annone Veneto[senza fonte]
- Castello di Annone[senza fonte]

## Galleria d'immagini

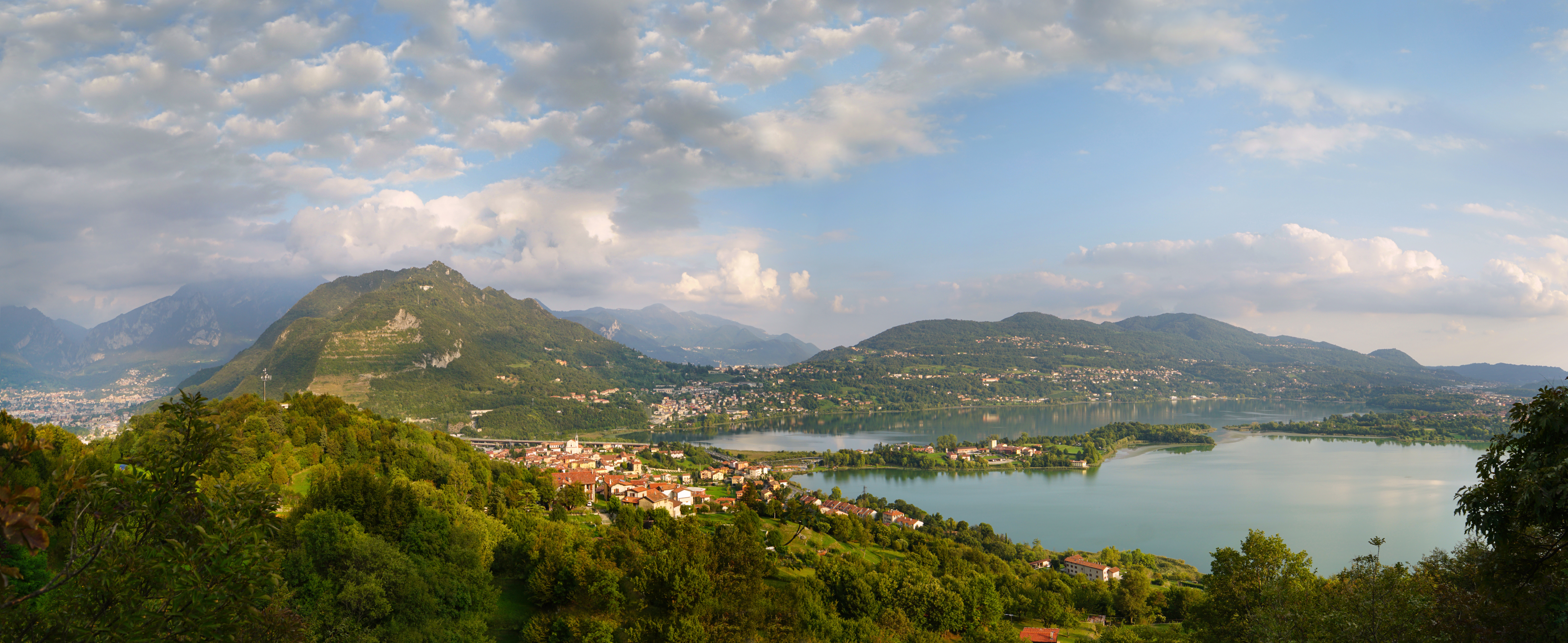
Lago di Annone